# Oldenlandia muscosa
Oldenlandia muscosa är en måreväxtart som beskrevs av Cornelis Eliza Bertus Bremekamp. Oldenlandia muscosa ingår i släktet Oldenlandia och familjen måreväxter. Inga underarter finns listade i Catalogue of Life.